# Alban Berg
Alban Maria Johannes Berg (Bécs, 1885. február 9. – Bécs, 1935. december 24.), osztrák zeneszerző, a modern szimfonikus zene egyik meghatározó alakja, a tizenkétfokú (dodekafon) zeneszerzői technika képviselője.

## Élete
Nürnbergi kereskedőcsaládból származott. Apja Conrad Berg, anyja Johanna Anna Berg. Zenei tehetségét, művészi érzékenységét, romantikus hajlamát anyjától örökölte. Gyermekkorában költőnek készült. Érdekesség, hogy az iskolában megbukott német irodalomból. Megpróbálkozott a zeneszerzéssel is, noha zenei képzésben nem részesült. Első művei dalok voltak, 1900-ban hármat írt. 1904-ben hivatalnoki állást vállalt, de a komponálást folytatta. Még ebben az évben Arnold Schönberg magántanulója lett, akivel a közös hangot Gustav Mahler zenéje iránti csodálat teremtette meg. Schönberg zenei felügyelete alatt komponálta első „fegyelmezett” darabjait: a Hét korai dalt 1905-től, a Zongoraszonátát 1907–1908-ban és a Fúgát 1907–ben. Műveivel először nyilvánosan a Schönberg-tanítványok éves koncertjein szerepelt. Stílusára tanítómesterén kívül Webern és Zemlinsky darabjai, Kokoschka képei és Wedekind drámái hatottak.
Berg anyagi biztonsága 1906-ban jelentősen javult, komolyabb családi örökséghez jutott. Azonnal otthagyta hivatalát, és kizárólag a zeneszerzésnek élt. Tanulmányait változatlanul folytatta Schönbergnél, és ekkor készült a Hebbel és Mombert verseire írt Op.2-es Dalok, valamint az Op.3-as Vonósnégyes. A Vonósnégyes a zenetudósok szerint Mahler hatását őrzi, ugyanakkor azonban már szakítani látszik a tonalitással.
1911-ben megnősült, Helene Nahowski iránti szerelme sokak szerint zenéjének színeire is kihatott. Az 1912-es Altenberg-dalokban például fülledt erotikát lehet felfedezni, ami Berg későbbi műveiben, elsősorban két operájában is megtalálható. A Schönbergnél töltött tanulóévek után ez volt Berg első önálló kompozíciója, amelynek bécsi bemutatóján hatalmas botrány tört ki. A Schönberg vezényelte koncerten – amelynek műsorán szerepelt Schönberg Kamaraszimfóniája is – még a rendőrségnek is be kellett avatkozni.
Az első világháború előtt még megírta Négy klarinét-zongoradarabját (Op.5) és Három zenekari darabját (Op.6). A háborúban 1915 és 1917 között katonai szolgálatot teljesített az osztrák hadseregben. A háború utáni években a – Georg Büchner színművére épülő – Wozzeck című opera komponálásával foglalatoskodott. Lassan dolgozott, csak 1921-re készült el. Az opera első bemutatói Berlinben (1925), Prágában (1926) és Leningrádban (1927), majd Oldenburgban voltak. A mű rövid idő alatt világsikert aratott, ez volt az első sikeres atonális opera (noha vannak benne tonális részek is). Büchner drámájának megzenésítése „a legnagyobb fokú művészi aktualitás, a lelkiismeretesség tette volt” (Redlich). Az operából később hangversenytermi ciklust is formázott, amelyet 1924-ben mutattak be Frankfurt am Mainban óriási sikerrel.
A Wozzeck után komponált Kamarakoncert, amit zongorára, hegedűre és 13 vonósra írt, Schönberg 50. születésnapjára készült. Az első igazi dodekafon műve az 1926-ban készült Lírai szvit, ezt követte a hasonló stílusú hangversenyáriája, A bor (Der Wein), Baudelaire versére. A komponálás mellett tanított is, és harcosan küzdött az avantgárd zene elismertetéséért. 1930-ban a Porosz Művészeti Akadémia tagja lett. Lulu című operáját 1928-ban kezdte írni Frank Wedekind Erdgeist és Die Büchse der Pandora című drámái alapján. A darab leplezetlen erotikájában a Hanna Fuchs Robettinnel folytatott szerelmi viszonya is benne van. Berg a Lulut végül nem tudta befejezni, 1935-ben vérmérgezés következtében meghalt. Halála előtt azonban még elkészült Hegedűversenyével, amelyre a megbízást 1935-ben Louis Krasner hegedűművésztől kapta, aki az ősbemutatón is játszotta a szólószólamot Barcelonában 1936-ban. Berg a művet Egy angyal emlékére címmel a 18 évesen gyermekbénulásban elhunyt Manon Gropius, Alma Mahler-Werfel és Walter Gropius lánya emlékének ajánlotta.

## Művei
Az alábbi lista Berg fontosabb kompozícióit tartalmazza.

### Operák
- Wozzeck, Op.7, 1914–1921.
- Lulu, 1928–1935.

### Zenekari művek
- Öt zenekari dal („Altenberg-dalok”), Op.4, 1912.
- Három zenekari darab, Op.6, 1914.
- Lulu szvit

### Versenyművek
- Kamarakoncert, 1923–1925.
- Hegedűverseny („Egy angyal emlékének”), 1935.

### Kamarazene-művek
- Vonósnégyes, Op.3, 1911.
- Négy darab klarinétra és zongorára, Op.5, 1913.
- „Lírai szvit” (vonósnégyes), 1926.

### Zongoradarabok
- Zongoraszonáta, h-moll, Op.1, 1907–1908.
- Zongoravariációk, 1908.

### Vokális zene
- A bor – koncertária szoprán hangra és zenekarra, 1929.
- Wozzeck – 3 részlet szoprán hangra és zenekarra, 1924.

### Dalok
Mintegy kilencven dal és duett.
- Hét korai dal, 1905–1907.
- Mignon, Goethe versére.
- A varrónő, Rilke versére.
- Séta, Mombert versére.
- Dalok, Hebbel és Mombert verseire, Op.2, 1909–1910.
- A bor, Baudelaire versére, 1929

## Magyarul
- Írások, levelek, dokumentumok; ford. Várnai Péter; Zeneműkiadó, Bp., 1965
- Írások az új zenéről; vál., szerk., előszó Ignácz Ádám, ford. Balázs István, Ignácz Ádám; Rózsavölgyi, Bp., 2020 (Zeneszerzők írásai)